# Montebradoni
Montebradoni (o Monte Brandoni) è una località del comune di Volterra, in provincia di Pisa, Toscana.
Il borgo è situato poco a nord di Volterra, presso l'abbazia dei Santi Giusto e Clemente.

## Storia
Il piccolo borgo si sviluppò come centro abitato fortificato dipendente dall'abbazia dei Santi Giusto e Clemente e forse portava il nome di San Giusto, toponimo attestato nelle antiche carte medievali e oggi riferito al rione posto all'estremità settentrionale di Volterra. C'è chi ipotizza che l'origine del nome sia ascrivibile ad un tale Brando. Alcuni scavi hanno permesso di rinvenire ipogei e tombe di epoca etrusca, dimostrando così una frequentazione della località già in tempi antichi. Montebradoni, situato in un territorio che alcune fonti antecedenti al XIII secolo ricordano con il nome di Monte Nibbio, è citato per la prima volta in un documento del 1216.
Il castello di Montebradoni conobbe un certo incremento urbanistico e architettonico nel XV secolo, in quanto feudo dei monaci dell'abbazia. Ancora oggi rimangono vestigia del borgo fortificato. Nel 1833 il castello è documentato come diruto.
Fino al 1951 era considerata frazione del comune di Volterra, poi declassata a località a partire dal censimento successivo.

## Monumenti e luoghi d'interesse

### Architetture religiose
- Chiesa di Sant'Andrea Zoerardo (XV-XVI secolo)[2]
- Oratorio delle Sante Attinia e Greciniana, o "oratorio del Pianuccio" (XVI-XVII secolo)[2]

### Architetture civili
- Villa Bertini (XIX secolo)[2]
- Villa Fulceri (XVIII secolo)[2]